# Бель-Іль

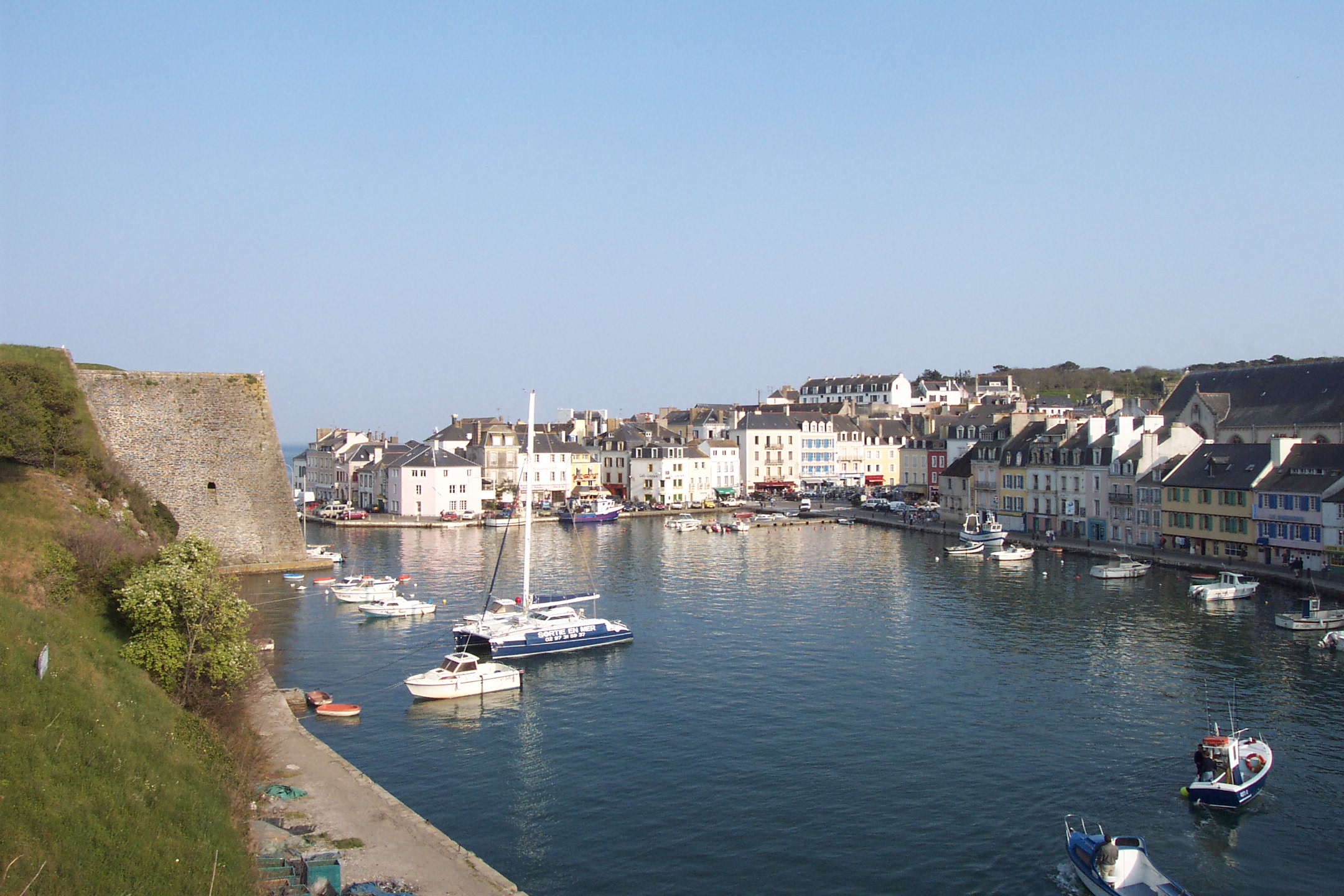

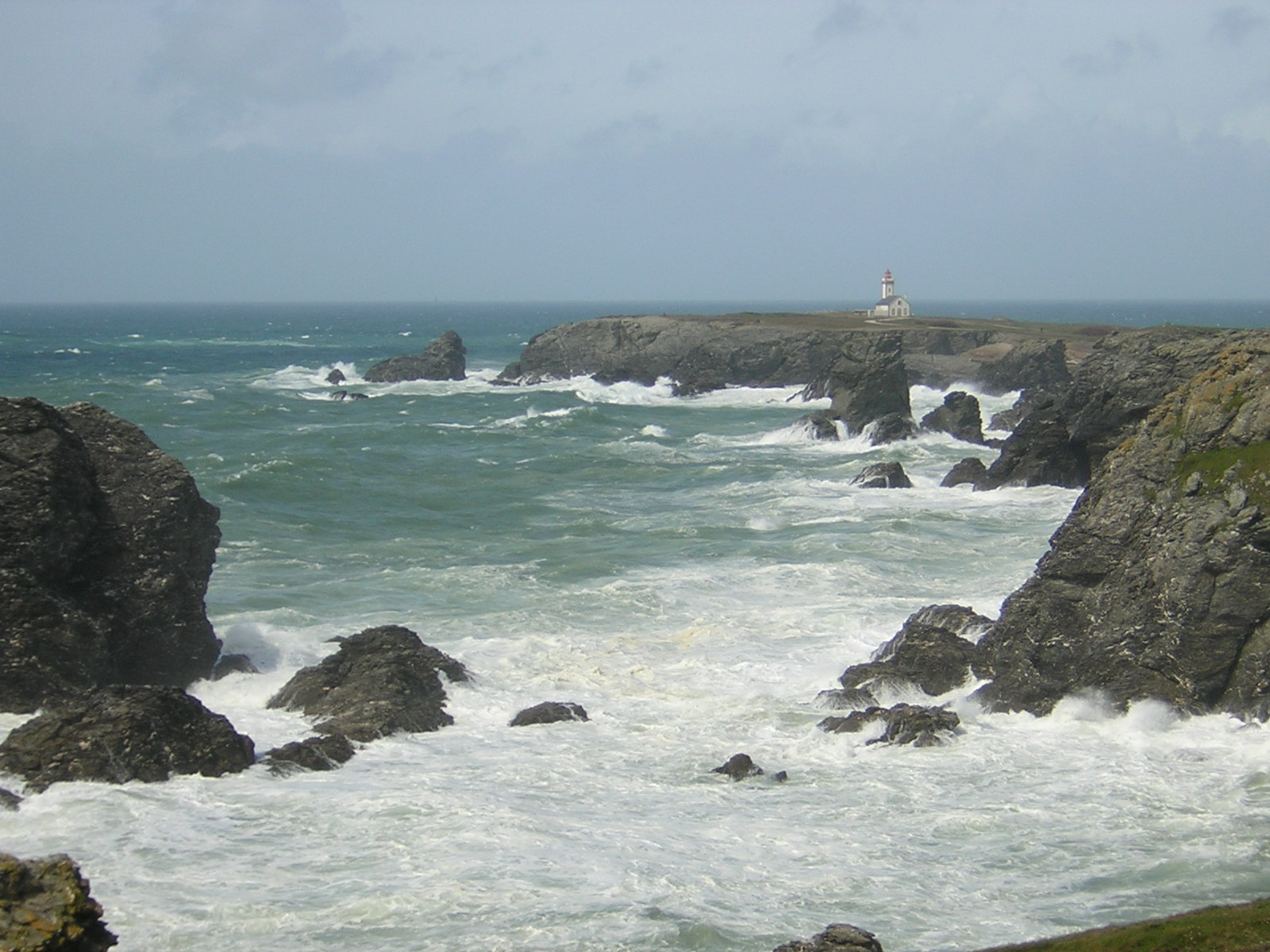

Бель-Іль (брет. Enez ar Gerveur, фр. Belle-Île-en-Mer, лат. Vindilis) — острів у Біскайській затоці біля узбережжя французької Бретані. Під час правління Наполеона I називався також Островом Жозефіни (фр. Île Joséphine).
Адміністративно острів входить до департаменту Морбіан. Постійне населення — 4,7 тис. жителів (1999). У літній період населення набагато збільшується за рахунок відпочивальників, багато з яких мають тут дачі.

## Географія
Бель-Іль розташований за 14 км від мису Кіберон. Це найбільший острів біля узбережжя Бретані: площа — 83,76 км ². Середня висота — 40 м. У давнину острів вкривали ліси.

## Історія
Острів був заселений людьми більш як вісім тисяч років тому. У IX столітті належав графству Корнуай.
У XVII столітті острів був куплений суперінтендантом фінансів Франції Ніколя Фуке, який почав перетворювати його на неприступну фортецю. Згодом, коли Фуке потрапив у немилість, Бель-Іль був зданий королю.
У художній літературі історія боротьби навколо острова згадується в романі Олександра Дюма «Віконт де Бражелон, або Десять років потому».
Бретонська мова в живому спілкуванні збереглася на острові до 1960-х або 1970-х років (найдовше — в парафії Локмар'я); окремі носії були живі ще наприкінці 1980-х років. Діалект острова відноситься до Ваннської діалектної групи.

## Адміністративно-територіальний поділ
Адміністративно острів поділяється на чотири муніципалітети: Ле-Пале, Локмар'я, Бангор (Морбіан) та Созон. Разом вони утворюють спільноту комун (communauté de communes) та кантон Бель-Іль.

## Транспорт
Порт Ле-Пале пов'язаний поромними лініями з декількома містами Франції.
На острові є невелике однойменне летовище. Основні дані летовища: злітно-посадкова смуга 660× 20 м, бітумне покриття, напрямок — O6/24.
У режимі громадського транспорту під брендом Taol Mor на острові функціонують два автобусних маршрути.
- Зелений маршрут: Ле-Пале — Бангор — Локмаріа — Ле-Пале
- Червоний маршрут: Ле-Пале — Созон — Бангор — Ле-Пале

Автобусні маршрути функціонують лише з квітня до вересня.